# Estádio de Mitsuzawa
O Estádio de Mitsuzawa (横浜市三ツ沢公園球技場)) é um estádio de futebol situado em Yokohama, Japão. Onde joga como local Yokohama FC e o Yokohama F. Marinos. O estádio tem uma capacidade de 15.046 pessoas.